# Шарлотта Спарре
Шарлотта Спарре (швед. Charlotta "Lotta" Fredrika Sparre; 1719—1795) — шведська графиня, фрейліна, придворна дама.

## Життєпис
Народилася в 1719 році. Була дочкою барона Фредрика Спарре і його дружини Вірджинії Крістіни (Virginia Christina).
Краса Шарлотти зробила її відомою у французькому королівському дворі у Версалі, де вона перебувала в 1739—1742 роках зі своєю родичкою Уллою Спарре, дружиною Карла Тессіна. Разом з ними вона відвідала і Берлін, де в Шарлотту закохався принц Август Вільгельм. Під час свого перебування в Парижі Спарре навчалась танцям у Марі Салле, згодом передавши свій талант дочкам, які танцювали в аматорському театрі короля Густава III.

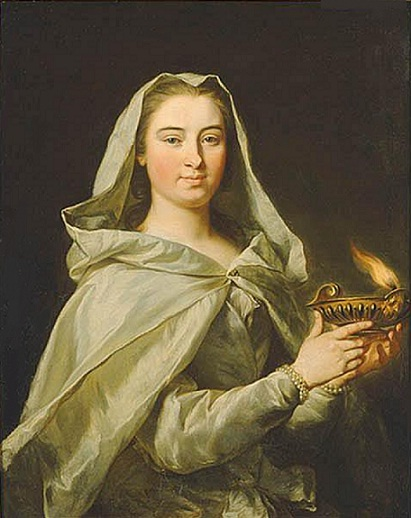
Шарлотта Спарре в ролі весталки

Шарлотта разом з подружжям Тессін входила до свити, яка супроводжувала Луїзу Ульріку Прусську з Пруссії до Швеції після її шлюбу з кронпринцем Адольформ Фредріком в 1744 році. В 1744—1748 роках вона була фрейліною Луїзи Ульріки. Деякий час брала участь в аматорській театральній трупі Луїзи Прусської (Lovisa Ulrikas amatörteatersällskap), яка виконувала французькі п'єси у королівському дворі в замку Ульриксдаль.
Пізніше Шарлотта Спарре служила старшою фрейліною у Софії Магдалени Данської, подружжя шведського короля Густава III (з 1767 по 1795 рік). Вона була присутня при хрещенні наслідного принца Густава IV в 1778 році і при народженні принцеси в 1782 році.
Стан здоров'я Шарлотти змушував її проводити все більше часу на відпочинку у своїх кімнатах, її становище при дворі стало простою формальністю, і вона втратила посаду в 1795 році. На зміну їй прийшла Хедвіг Катаріна Піпер. Дочки в знак солідарності з матір'ю також покинули двір.
Померла 20 грудня 1795 року в Стокгольмі.
Портрети Шарлотти Спарре були написані багатьма художниками і зберігаються в різних музеях Європи.

### Родина
18 лютого 1748 року Шарлотта Спарре вийшла заміж за королівського överhovjägmästare графа Карла Рейнхолда фон Ферзена. У них народилися:
- Ульріка Елеонора (1749—1810),
- Софія Шарлотта (1751—1774),
- Крістіна Августа (1754—1846),
- Шарлотта Фредеріка (1756—1810),
- Єва Гелена (1759—1807).